# 高基讚
高基讚（1957年11月13日—）臺灣政治人物，為台灣團結聯盟黨員，曾任兩屆臺中縣議會議員。因應臺中縣市合併改制直轄市，在2010年11月27日於臺中市市議員選舉當選首任市議員。

## 學歷
- 臺中縣后里鄉內埔國民小學畢業
- 臺中縣立后綜國民中學畢業
- 臺灣省立臺中高級農業職業學校農業土木科畢業[5]
- 國立屏東農業專科學校農業土木科畢業
- 民國六十八年公務人員普通考試優等（水利工程）
- 民國八十年公務人員薦任級升等考試優等第一名（土木工程）

## 經歷
- 台灣省政府建設廳（辦事員、技佐、科員）
- 嘉義市政府都市計畫課課長
- 后里鄉民代表會第十六屆鄉民代表
- 台中縣議會第十五、十六屆議員
- 第六、七屆后里游泳協會會長
- 第五屆台中縣水上救生教練協會會長[6]
- 現任臺中市后里區公所 區長秘書

## 外部連結
- 臺中市政府 （页面存档备份，存于）
- 臺中市議會
- 高基讚的Facebook專頁
- YouTube上的高基讚頻道